# 长白乌头
长白乌头（学名：Aconitum tschangbaischanense）为毛茛科乌头属下的一个种。

## 扩展阅读
- 維基物種上的相關：长白乌头